# Bután en los Juegos Olímpicos de Pekín 2008
Bután estuvo representado en los Juegos Olímpicos de Pekín 2008 por dos deportistas, un hombre y una mujer, que compitieron en tiro con arco.
El portador de la bandera en la ceremonia de apertura fue el tirador con arco Tashi Peljor. El equipo olímpico butanés no obtuvo ninguna medalla en estos Juegos.